# Saletti (Atessa)
Contrada Saletti  è una frazione di Atessa, nonché il suo principale agglomerato industriale.

## Toponimo
Il nome Saletti deriva dal nome dei pezzi di terra creati dal fiume Sangro in seguito alle inondazioni. Fino agli anni quaranta Saletti veniva chiamata Boragna La Selva, poiché era una zona boschiva in alcuni punti paludosa.

## Storia
Racconti orali tramandati di generazione in generazione per secoli affermano che un tempo il Sangro e l'Aventino scorrevano ai margini della valle e che tra i due fiumi ci fossero dei boschi di enormi querce secolari. Si narra inoltre che gli uomini usavano i rami delle querce per attraversare i due fiumi. tuttora riemergono i giganteschi tronchi di quercia con iniziale stato di carbonificazione.
Nel 1804 due soci, Orfeo e Marcone fecero costruire il mulino (chiamato poi Mulino Marcone) che cessò di funzionare nel 1927. Fu completamente demolito nel 1957.
nel 1870 fu realizzata la Strada Statale 154 con relativi ponti e canali dal senatore di Bomba Silvio Spaventa.
Negli anni venti le risorse del territorio di Saletti bastava solo per sette famiglie che vivevano in misere condizioni.
Durante la Seconda guerra mondiale Saletti, che si affacciava alla sponda destra del fiume Sangro, rimaneva a sud della linea Gustav era sotto il controllo degli Alleati. 
Quando i tedeschi si stabilirono sulla sponda sinistra del fiume Sangro fecero saltare tutti i ponti e minarono le strade.
Negli anni cinquanta-sessanta Contrada Saletti visse un periodo di sviluppo agricolo (agricoltura intensiva) e tutto il territorio fu bonificato e irrigato con le acque del fiume Sangro. Vennero introdotti macchinari, attrezzi, concimi, nuove tecniche produttive di frutta e ortaggi in particolare pesche e pomodori. Nello stesso periodo le risorse del territorio erano sfruttate da una settantina di famiglie.
Intorno agli anni settanta nella zona di Saletti fu avviato lo sviluppo industriale.
Nel 1927 nacque la Sais (Società industriale agricola Sangro) che aveva gli uffici nel piano superiore del mulino.
La società affittò i terreni circostanti e introdusse nuove tecniche di coltivazione e macchinari innovativi.

## Mulino Marcone
Un tempo l'importanza di Saletti era dovuta solamente al mulino Marcone che non esiste più poiché abbattuto per dare spazio ad alcuni edifici. Era gemellato con un altro mulino che sorge dall'altro lato del fiume Sangro e di cui esistono ancora i resti. Le origini del mulino risalgono al 1804.

## Economia

### Industria
Il più importante stabilimento industriale situato in contrada Saletti è la Sevel (Società Europea Veicoli Leggeri), la più grande industria di furgoni d'Europa e la seconda al mondo, nata nel 1981. Ha una ferrovia che conduce unicamente allo stabilimento da cui partono ogni giorno quattro treni con oltre mille veicoli.
Nella contrada si trova anche un'altra industria, la Honda. Quello situato in contrada Saletti è il più grande stabilimento Honda d'Europa. In esso vengono prodotti la maggioranza dei motocicli e ciclomotori Honda venduti in Europa.
Importante è anche l'industria statunitense della Honeywell dove vengono realizzati parti altamente tecnologiche per autoveicoli, per lo più turbocompressori.
Un'altra azienda è la Pail, specializzata in porte interne, serramenti in legno e alluminio e facciate continue. Azienda storica di Atessa, fu creata ed è tuttora diretta da Amerigo Pellegrini.
La Pelliconi Abruzzo, parte del Gruppo Pelliconi, produce chiusure per l'industria delle bevande nello stabilimento più grande e moderno al mondo per questo tipo di produzioni.